# 小淀站
小淀站是一个位于中国天津市北辰区小淀镇丰产河与南淀引河交叉口东侧，属于天津地铁3号线的地铁车站。

## 車站結構
小淀站为地上二层车站，站台位于地面，为侧式站台，设有半高式屏蔽门，进站站厅位于地上二层，设有地铁客服中心，可为乘客提供人工购票、地铁储值卡的发售充值、失物招领等服务，另外，站厅内还设有自动售票机、验票机等自助服务设施。出站站厅则设置于站台同一层地面，乘客出站可无需绕行二楼站厅。
| 地上二层          | 站厅         | 客服中心、自动售票机、验票机                                                                               |
| 地面              | 站台         | \| 側式 \| \| \| \| \| \| █ 3号线往南站（丰产河） \| \| \| \| █ 3号线落客 \| \| 側式 · 開右邊车门 \| \| \| |
| 地面              | 站厅及出入口 | 验票机、A、D出入口                                                                                         |
| 側式              |              | |
|                   |              | █ 3号线往南站（丰产河）                                                                                    |
|                   |              | █ 3号线落客                                                                                                |
| 側式 · 開右邊车门 |              | |

## 車站出口
小淀站共设2个出口，各出口及周围设施如下所示：
|                                      |      |            |              |
| 出口编号                             | 照片 | 地点       | 可到达目的地 |
| 出口 · A · 升降机标志 · 扶手电梯标志 |      | 华丰道北侧 | 欧珀城       |
| 出口 · D · 扶手电梯标志              |      | 华丰道北侧 | 豐產河       |
| 註： 設有 \| 設有扶手電梯            |      |            |              |

## 車站周邊
小淀停車場（启用于2012年10月1日）、豐產河。

## 接驳交通
| 公共汽车线路 \| 编号 \| 编号 \| 线路 \| 线路 \| 线路 \| 收费 \| 运营商 \| 备注 \| \| ---- \| ---- \| ---------- \| ---- \| ------------------ \| ---- \| ---------- \| ---- \| \| \| 765 \| 小淀地铁站 \| ⇆ \| 北辰开发区公交总站 \| 2元 \| 公交一公司 \| \| |      |            |      |                    |      |            |      |
| 编号 | 编号 | 线路       | 线路 | 线路               | 收费 | 运营商     | 备注 |
| | 765  | 小淀地铁站 | ⇆    | 北辰开发区公交总站 | 2元  | 公交一公司 |      |

| 编号 | 编号 | 线路       | 线路 | 线路               | 收费 | 运营商     | 备注 |
| ---- | ---- | ---------- | ---- | ------------------ | ---- | ---------- | ---- |
|      | 765  | 小淀地铁站 | ⇆    | 北辰开发区公交总站 | 2元  | 公交一公司 |      |